# Tails’ Skypatrol
Tails’ Skypatrol ist ein Shoot-’em-up-Videospiel, das von SIMS Co., Ltd. und JSH / Biox entwickelt und von Sega für den Sega Game Gear ausschließlich in Japan am 28. April 1995 veröffentlicht wurde. Es ist neben Tails Adventure  eines von zwei Sega-Game-Gear-Spielen von 1995, in denen Sonics Begleiter Miles Tails Prower die Hauptrolle spielt.

## Handlung
Miles Tails Prower ist der sogenannten Skypatrol beigetreten, die auf einer unbenannten Insel die bösartige Hexe namens Witchcart, welche ihre Widersacher in Kristalle verwandeln kann, bekämpft. Tails setzt sich zum Ziel, Witchcart auszuschalten.

## Gameplay
In Tails’ Skypatrol übernimmt der Spieler die Kontrolle über den zweischwänzigen Fuchs Tails, der sich in diesem Spiel permanent in seiner Flugformation befindet, und absolviert dabei automatisch sidescrollende Fluglevel. Berührt Tails einen Gegner oder eine Wand, verliert er eines seiner Leben. Ziel ist es, das Ende des Levels zu erreichen. Man bewegt Tails mit dem Steuerkreuz nach oben, unten, vor oder zurück. Dabei kann Tails auf Knopfdruck einen Ring nach vorne schießen, um Gegner oder Gimmicks zu treffen, und sammelt ihn anschließend wieder ein. Aktionen bringen dabei Punkte.
Das Spiel besteht aus fünf Zonen (Training Area, Rail Canyon Area, Ruin Wood Area, Metal Island Area und Dark Castle Area), die als Level definiert werden können. Jede Zone hat dabei ihre eigene Thematik, Aussehen und Gegner-Vielfalt. Am Ende wartet der Kampf gegen Witchcart. Während eines Levels sind fünf verschiedene Items einsammelbar: Ein Extraleben, 1000 Punkte in Form eines Kristalls, ein Minzbonbon zum Auffrischen der Dauer der Flugfähigkeit, ein Checkpoint in Form einer Glocke und vorübergehende Unverwundbarkeit in Form eines Sterns.

## Entwicklung
Die Entwicklerstudios SIMS Co., Ltd. und JSH / Biox waren verantwortlich für Tails' Skypatrol. Dass das Spiel nur in Japan veröffentlicht wurde, könnte mit dem fünf Monate später veröffentlichten Tails Adventure zu tun haben, welchem Sega möglicherweise mehr Erfolg zutraute. Auffällig ist, dass alle Entwickler im Abspann nur mit Spitznamen bzw. erfundenen Künstlernamen genannt werden wollten.

## Neuveröffentlichungen
Nach der Erstveröffentlichung von Tails’ Skypatrol für den Sega Game Gear war das Spiel auch auf Sonic Adventure DX: Director’s Cut (2003, Nintendo GameCube, PC), Sonic Gems Collection (2005, Nintendo GameCube, PlayStation 2), Sonic PC Collection (2009, PC) und Sonic Origins Plus (2023) enthalten.

## Rezeption
Tails’ Skypatrol erhielt gemischte bis negative Wertungen. Kritisiert wurde der sehr hohe Schwierigkeitsgrad und die dennoch kurze Spieldauer.